# Roberto Carlos (álbum de 1993)
Roberto Carlos é o trigésimo terceiro álbum de estúdio do cantor e compositor Roberto Carlos, lançado em 1993 pela gravadora CBS.
Seguindo na linha de homenagens do disco anterior, a faixa "Coisa Bonita" é dedicada às mulheres acima do peso. No álbum, há também a regravação de "Se Você Pensa", de seu disco O Inimitável, de 1968. O grande destaque é a faixa "Nossa Senhora", canção religiosa que se tornaria um dos maiores sucessos da carreira de Roberto Carlos. A canção demorou quase 10 anos para ser composta e que foi incorporada nas celebrações da Igreja Católica.

## Faixas
Todas as faixas escritas e compostas por Roberto Carlos e Erasmo Carlos, exceto onde indicado. 
| N.º | Título                 | Compositor(es)                              | Duração |  |
| 1.  | "O Velho Caminhoneiro" |                                             | 5:09    |  |
| 2.  | "Coisa Bonita"         |                                             | 4:35    |  |
| 3.  | "Hoje é Domingo"       | Nenéo Dalmo Beloti                          | 4:22    |  |
| 4.  | "Obsessão"             |                                             | 4:57    |  |
| 5.  | "Nossa Senhora"        |                                             | 6:05    |  |
| 6.  | "Tanta Solidão"        | Mauro Motta Marcos Valle Paulo Sérgio Valle | 4:22    |  |
| 7.  | "Se Você Pensa"        |                                             | 3:17    |  |
| 8.  | "Parabéns"             | Altay Veloso                                | 4:45    |  |
| 9.  | "Mis Amores"           | Roberto Livi Bebu Silvetti                  | 3:50    |  |

Ficha Técnica
Produzido por: Mauro Motta
Gravado nos estúdios Sigla e Impressão Digital (Rio de Janeiro), Criteria Recording Studios (Miami) e Cherokee (Los Angeles)
Engenheiro de gravação: Edu de Oliveira
Engenheiros adicionais: Wanderlei Loureiro, Mário Jorge, Ted Stein e João "Branca" Neto
Assistentes de gravação: Marcelo Seródio , Ivan Carvalho,  Mauro Moraes, Geraldo, Raul Gomez, Andy Roshberg, Steve Robillard e Greg Szuba
Engenheiro de mixagem: Edu de Oliveira
Masterização: Fullersound, Inc (Miami)
Técnico de masterização: Rod Fuller
Corte: Élio Gomes (Sony Music, Rio de janeiro)
Fotos: Luis Garrido
Coordenação gráfica: Carlos Nunes

Arte final: Júlio Lepenne